# Unidade de efeitos

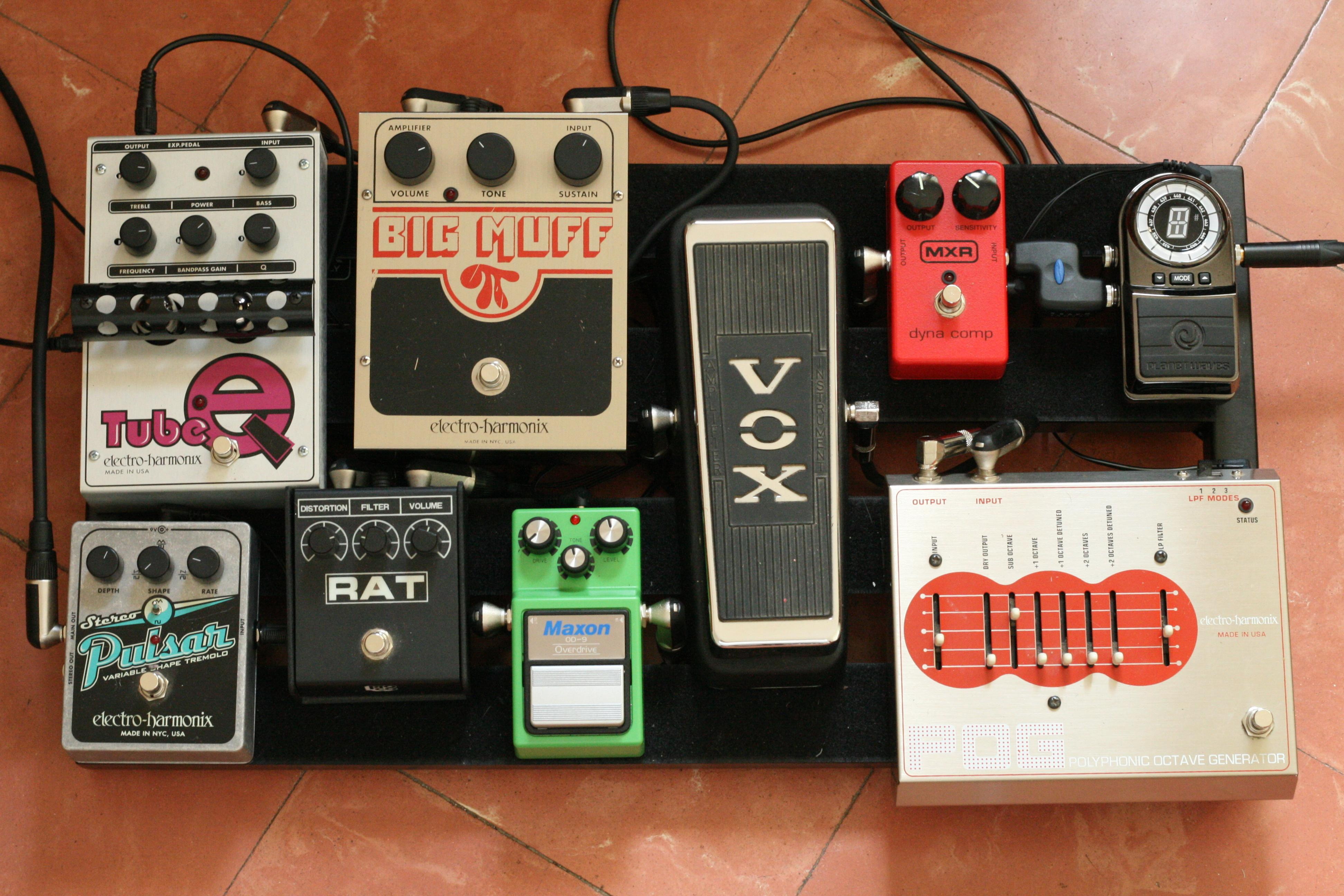
A pedaleira permite que um artista crie uma cadeia de vários pedais à espera de utilização.

Unidades de efeitos são dispositivos eletrônicos que alteram como um instrumento musical ou outra fonte de áudio soa. Alguns efeitos apenas "coloram" o som, enquanto outros transformam-o dramaticamente. Efeitos podem ser usados durante apresentações ao vivo (normalmente com guitarra, teclado ou baixo) ou em estúdio. Apesar de ser usado com mais freqüência em instrumentos elétricos ou eletrônicos, os efeitos também podem ser usados com instrumentos acústicos e de percussão. Exemplos de unidades de efeitos comuns são pedais wah-wah, unidades de fuzz e de reverb.
As unidades de efeito vêm em vários formatos, dos quais os mais comuns são o "pedal" e o "rack". Um pedal é uma pequena caixa de metal ou plástico colocada no piso em frente ao músico e conectada ao seu instrumento. A caixa é geralmente controlada por um ou mais botões liga / desliga e contém apenas um ou dois efeitos. Um rack é montado em um Gabinete e normalmente contém vários tipos diferentes de efeitos.
Apesar de atualmente não haver um consenso sobre como categorizar os efeitos, há quatro classificações comuns: as Ambiências (delay e reverb), as Modulações (chorus, rotary, flanger, etc..;), as Distorções em geral (overdrive, distortion, fuzz) e os filtros (wah-wah, compressor).

## Formatos
Unidades de efeito estão disponíveis em uma variedade de formatos. A escolha de um músico do formato geralmente é determinada pelo instrumento que ele ou ela toca, a situação musical (gravação ou apresentação ao vivo) e o que ele ou ela quer proporcionar. Pedais normalmente são pequenos, mais baratos e o tipo de efeito mais resistente. Dispositivos de rack são relativamente mais caros e oferecem uma ampla gama de funções. Uma unidade de efeitos consiste de um circuito digital ou analógico. Em uma apresentação ao vivo, o efeito é conectado no "sinal" elétrico do instrumento. No estúdio, o instrumento, ou outra saída auxiliar de fonte sonora, é corrigida para o efeito. Os formatos fazem parte de um estúdio ou do equipamento pessoal de um músico.

### Pedais
Pedais de efeito (ou em inglês stompboxes), são unidades de efeitos projetadas para serem instaladas em uma superfície ou um case de pedais e serem ligadas e desligadas com a utilização dos pés. Normalmente, eles produzem um único efeito. Os pedais mais simples possuem um único comutador (footswitch), um ou dois potenciômetros para regulagem, do ganho ou matiz, do efeito, um único LED para indicar se efeito está ligado ou desligado. Os pedais mais complexos possuem vários comutadores, oito ou dez reguladores (knobs), comutadores adicionais e uma tela alfanumérica que indica o estado do efeito com pequenas siglas (por exemplo, DIST para "distorção").
Uma "série de efeitos" ou "série de sinais" pode ser formada pela conexão de dois ou mais pedais. Séries de efeito são normalmente criadas entre um pré-amplificador ("pré-amp") e o amplificador de guitarra. Quando um pedal está desligado ou inativo, o sinal elétrico que entra no pedal é desviado, resultando em um sinal "seco" que prossegue para os efeitos no sentido da série. Desta forma, os efeitos dentro de uma série podem ser combinados de várias formas sem ter que reconectar os módulos durante uma apresentação. Um "controlador" ou "sistema de gerenciamento de efeitos" permite que sejam criados vários loops de série de efeitos, o que permite que um ou vários efeitos possam ser ligados ou desligados, pressionando apenas um comutador. Os comutadores normalmente são organizados em linha ou em grade.
Para preservar a clareza da matiz, é muito comum o usar os pedais de compressão, wah e overdrive no início da série, pedais de pitch/freqüência (chorus, flanger, phase shifter) no meio e unidades baseadas em tempo (delay/eco, reverb) no final. Quando utiliza-se muitos efeitos, ruídos indesejados e zumbidos podem ser introduzidos no som. Alguns artistas usam um pedal de passagem de ruído no final para reduzir ruídos indesejáveis e zumbidos introduzidos pelas unidades de overdrive ou equipamentos antigos.

#### Pedais Analógicos
São pedais que tratam o sinal continuamente. São geralmente simples e obtêm o efeito somente com componentes eletrônicos como resistores, capacitores, diodos, transistores, circuitos integrados como smplificadores operacionais, e às vezes até válvulas, chaves seletoras etc. Normalmente são pedais que possuem um só efeito.

#### Pedais Digitais
São pedais que processam o sinal discretamente, com amostragem do valor da tensão e por equações matemáticas.
Quem executa essas equações é um circuito integrado especial, chamado DSP (processador digital de sinais). São mais comuns em pedaleiras, por serem mais compactos e modular mais efeitos usando menos espaço físico.
Caso a amostragem seja ruim (tanto na tensão, como na frequência), podem aparecer distorções desagradáveis no sinal. Isso causou um tremendo repúdio pelos efeitos digitais no começo.

#### Tipos de Efeitos
Existem vários tipos de efeitos, assim como existem vários tipos de pedais. Os pedais estão divididos basicamente entre pedais e pedaleiras. Os pedais normalmente são mais especificos para um tipo de modulação ou saturação de sinal, já as pedaleiras são maiores e oferecem uma gama de efeitos em conjunto, com muitas regulagens e combinações em apenas um só equipamento.
Existem efeitos de Saturação e Modulação. Enquanto os efeitos de saturação cortam a onda do sinal de som (realizam clipping) para criar efeitos saturando assim a saida, os de modulação como o próprio nome diz, modulam a onda, modificando suas características.

##### Saturação
Conhecido também como distorção, a saturação foi criada quase que simultâneamente com o rock and roll, quando os guitarristas da época, procurando um som mais agressivo, aumentavam o volume de seus amplificadores quase ao máximo, provocando uma leve distorção do som. Esta técnica ficou muito conhecida e logo quase todos os guitarristas de rock a utilizavam. Depois de algum tempo, os fabricantes de equipamentos decidiram emular esta técnica, colocando a função de saturação em pedais compactos e versáteis. Com a evolução da eletrônica, foram fabricados pedais com distorções mais potentes e com vários timbres e estilos diferentes, desde o rock mais vintage até o mais pesado Heavy Metal.

##### Modulação
Existem diversos efeitos de modulação para muitas finalidades diferentes. Podem servir tanto para alterar drasticamente a saída ou apenas para enfeitar o som do instrumento. Praticamente todas os artistas de todos os estilos da atualidade utilizam efeitos de modulação em shows e gravações profissionais, dando ênfase a bandas de Rock progressivo e bandas que possuem tendências experimentalistas, que o utilizam largamente.

#### Tipos de Pedais
Há vários tipos de pedais de efeitos. Basicamente eles podem ser até construídos em cima da mesa da sua cozinha com um ferro de solda, componentes analógicos e alguma paciência, indicações e esquemas eletrônicos. Mas eles são divididos em diferentes categorias relacionados ao seu método de fabricação e concepção.

##### Boutique
Pedais de Boutique são também vistos como pedais "finos" e por isso sua nomenclatura "boutique". São pedais desenvolvidos para um som muito específico, próprio e até certo ponto, original. Eles são feitos à mão (assim como os Hand mades) e normalmente são encomendados a um técnico que visa esse trabalho, ou a empresas. Eles trabalham com componentes de altíssima qualidade, passam por um controle maior de qualidade, e contém até componentes raros, algumas vezes 'NOS'(New Old Stock), o que os transforma muitas vezes em séries limitadas, tornando-os ainda mais caros e valiosos.

##### Hand Made
Pedais Hand Made assim como os de Boutique são feitos a mão, por empresas ou técnicos. Sua diferença principal é que o desenvolvimento do seu circuito não é original. Ele é uma cópia de pedais clássicos que normalmente não são vendidos mais atualmente pelas fábricas, normalmente uma cópia melhorada, com algumas adições de controle, correções sobre algumas faixas de frequência, e muitas vezes também são junções de dois pedais diferentes. Seu acabamento e controle nem sempre é rigoroso como os de Boutique, mas existem fábricas e técnicos que fazem pedais Hand Made de altíssima qualidade que se comparam a pedais de Boutique.

### Rack
Efeitos de rack normalmente são usados em estúdios de gravação e em situações de mixagem sonora ao vivo. Eles normalmente são controlados por reguladores (knobs) ou computadores em seu painel frontal e geralmente por uma interface de controle MIDI digital. Eles são construídos em um revestimento projetado para integrar um rack padrão de 19 polegadas, para as indústrias de telecomunicações e computação. Racks de "montagem de shock" (shock mount) foram projetados para músicos que transportam equipamentos em grandes turnês. Dispositivos que possuem menos que 19 polegadas de largura podem usar adaptadores de "orelha" especiais que permitem que eles sejam integrados ao rack.

### Unidades embutidas

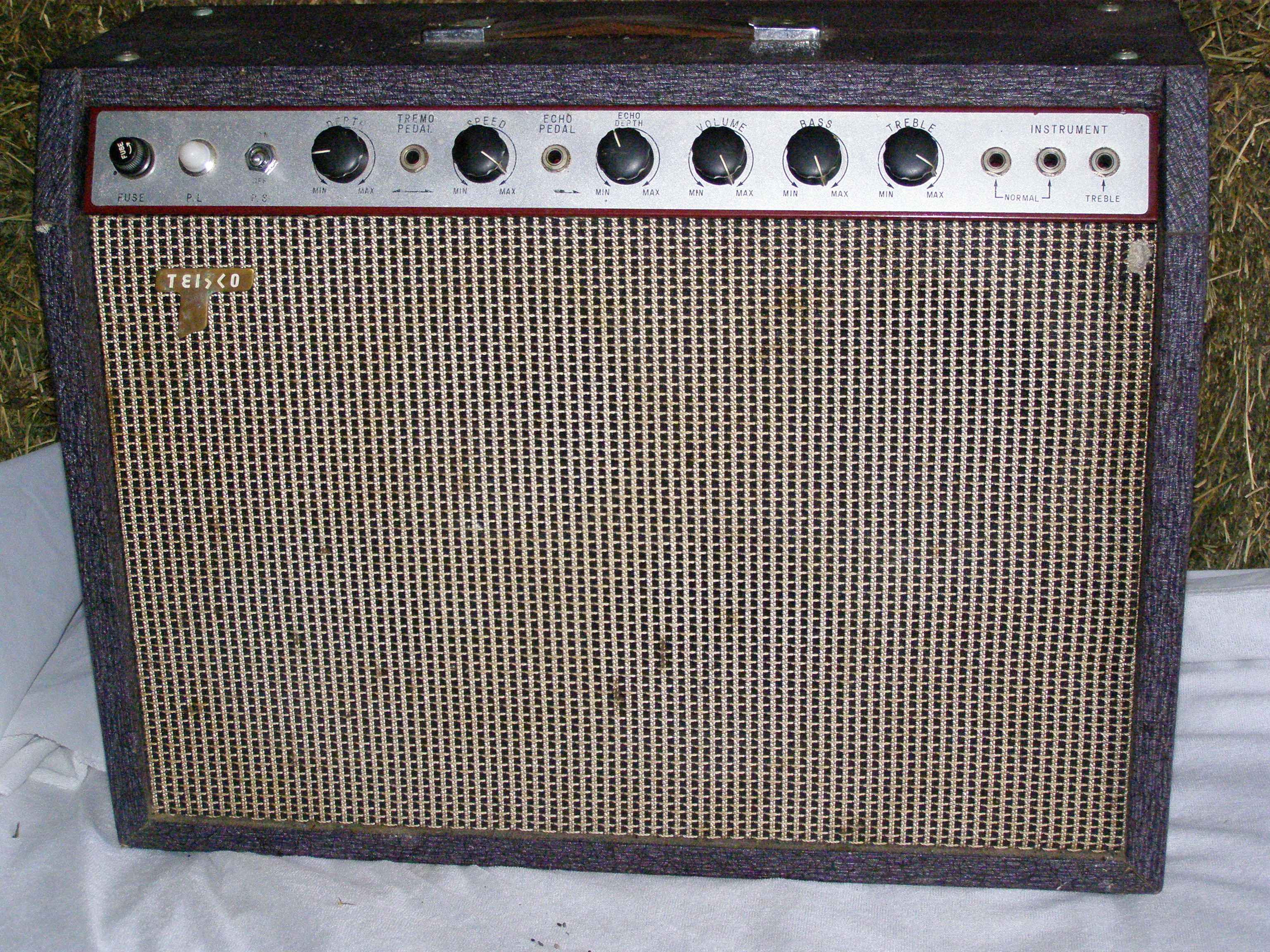
Um amplificador Teisco vintage com tremolo e efeitos de eco embutidos

Efeitos também são incorporados em amplificadores e até mesmo em alguns tipos de instrumentos. Amplificadores de guitarra normalmente possuem um reverb e uma distorção embutidos, enquanto que amplificadores de violão e teclado tendem a embutir apenas um reverb. Desde os anos 2000, amplificadores de guitarra começaram a embutir unidades multi-efeitos ou efeitos de modelagem digital. Amplificadores de contrabaixo geralmente não possuem efeitos embutidos, apesar que alguns incluem um compressor/limitador ou uma distorção. Instrumentos com efeitos embutidos incluem órgãos Hammond, órgãos elétricos e pianos elétricos. Ocasionalmente, violões e guitarras possuem efeitos embutidos.

### Dispositivos multi-efeitos
Um dispositivo multi-efeitos (também chamado de dispositivo "multi-FX") é um único pedal eletrônico de efeitos ou dispositivo de rack que contém vários efeitos eletrônicos diferentes. Dispositivos multi-FX permitem que seus usuários "pré-configurem" combinações de efeitos diferentes, possibilitando que os músicos acessem rapidamente diferentes combinações de efeito no palco.

### Unidades de mesa
Uma unidade de mesa é colocada sobre uma mesa e é controlada manualmente. Um exemplo é o simulador de amplificador de guitarra Pod. Os efeitos digitais projetados para os DJs geralmente são vendidos em modelos de mesa, de modo que as unidades possam ser colocadas ao lado de um mixer, toca-discos e um equipamento de arranhagem de CD.

## História
Os primeiros efeitos sonoros foram produções estritamente de estúdio. Em meados de 1940, engenheiros de gravação e músicos experimentais, como Les Paul, começaram a manipular gravação de áudio em bobina de fita aberta para criar efeitos de eco e sons futuristas não comuns. Técnicas de posicionamento do microfone ("microfonação") foram utilizadas em espaços com propriedades acústicas especialmente projetadas para simular câmaras de eco.
Os efeitos embutidos em amplificadores foram os primeiros a serem regularmente utilizados fora de estúdio por guitarristas. A partir do final dos anos de 1940 em diante, a Gibson Guitar Corporation começou a incluir circuitos de vibrato em amplificadores combo. O amplificador Ray Butts EchoSonic de 1950 foi o primeiro a apresentar o som de eco "slapback", que rapidamente se tornou popular entre os guitarristas, como Chet Atkins, Carl Perkins, Scotty Moore, Perkins Lutero e Roy Orbison. Na década de 1950, o tremolo, o vibrato e o reverb estavam disponíveis como efeitos embutidos em muitos amplificadores de guitarra. Tanto a Premier e a Gibson fabricaram amplificadores valvulados com reverb de mola. A Fender começou a fabricar os amplificadores com tremolo Tremolux em 1955 e o Vibrolux em 1956.
A distorção não era um efeito previsto inicialmente pelos fabricantes de amplificador, mas freqüentemente eram obtidos através da "exaustão" (overdriving) da fonte de energia nos primeiros amplificadores valvulados. Os guitarristas Johnny Burnette e Willie Johnson foram os primeiros a deliberadamente aumentar o ganho além de seus níveis definidos para conseguir sons distorcidos mais "calorosos". Dave Davies do The Kinks modificou os auto-falantes de seu amplificador cortando-os com uma lâmina de barbear para alcançar um som de guitarra mais arranhado na música "You Really Got Me" de 1964. Em 1965, a Marshall Amplification começou a vender o Marshall 1959, um amplificador de guitarra capaz de produzir sobretons quentes e o "ruído" (crunch) distorcido que os músicos de rock estavam começando a procurar.
Os efeitos isolados dos anos de 1950 e início dos anos 60, como a unidade de vibrato Gibson GA-VI e a caixa de ressonância Fender, eram caros e pouco práticos, exigindo transformadores volumosos e alta tensão. As unidades isoladas originais não eram especialmente em demanda, como muitos efeitos que vinham embutidos em amplificadores. O primeiro efeito isolado popular foi o Watkins Copicat de 1958, uma fita de efeito de eco relativamente portátil que ficou famosa pela banda britânica The Shadows.
O transistor eletrônico finalmente tornou possível aumentar a criatividade sonora do estúdio de gravação através de unidades pequenas e pedais altamente portáteis. Os transistores substituíram as válvulas, permitindo formatos muito mais compactos e maior estabilidade. O primeiro efeito de guitarra transistorizado foi o pedal Maestro Fuzz Tone de 1962, que se tornou uma sensação após o seu uso na música dos Rolling Stones, "(I Can't Get No) Satisfaction" de 1965.
A Warwick Electronics fabricou o primeiro pedal wah-wah, o Clyde McCoy, em 1967, e nesse mesmo ano Roger Mayer lançou o primeiro efeito de oitava, o Octavia. Em 1968, a Univox começou a comercializar seus pedias Uni-Vibe, uma efeito projetado pelo famoso engenheiro de som Fumio Mieda que imitou o deslocamento de fase ímpar e o efeito de chorus dos alto-falantes de rotação Leslie usados em órgãos Hammond. Os pedais logo se tornaram os efeitos preferidos dos guitarristas Jimi Hendrix e Robin Trower. Após ouvir pela primeira vez o Octavia, Hendrix supostamente voltou logo para o  estúdio e imediatamente o utilizou para gravar os solos de guitarra de "Purple Haze" e "Fire". Em meados da década de 1970 uma variedade de efeitos de estado sólido, incluindo pedais flangers, pedais chorus, moduladores de toque e comutadores de fase foram disponibilizados.
Na década de 1980, unidades de rack digitalizadas começaram a substituir as unidades de pedais como a escolha de formato de efeitos. Geralmente os músicos gravariam a "seco", faixas inalteradas no estúdio e os efeitos seriam adicionados na pós-produção. O sucesso do álbum Nevermind do Nirvana em 1991 ajudou a reacender o interesse em pedais. Na década de 1990, os músicos comprometidos com uma ética "lo-fi", como J Mascis do Dinosaur Jr., Stephen Malkmus do Pavement e Robert Pollard do Guided by Voices continuaram a usar pedais de efeitos não-digital (analógicos).

## Tipos
Apesar de atualmente não haver um consenso sobre como categorizar os efeitos, há quatro classificações comuns: as Ambiências (delay e reverb), as Modulações (chorus, rotary, flanger, etc..;), as Distorções em geral (overdrive, distortion, fuzz) e os filtros (wah-wah, compressor).

### Dinâmica

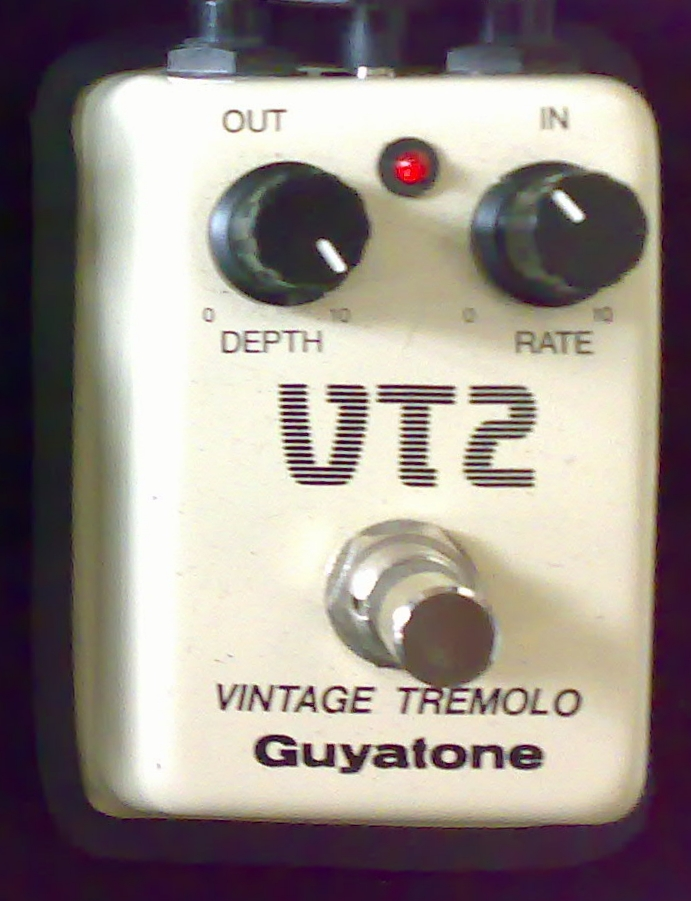
Um tremolo vintage Guyatone VT2

Pedal de amplificação/Volume limpo: Uma amplificação limpa amplifica o volume de um instrumento, aumentando algum aspecto de sua saída de sinal. Estas unidades geralmente são usadas para "amplificar" o volume durante os solos e impedir a perda de sinal em longas "séries de efeitos". Um(a) guitarrista alternando de guitarra rítmica para guitarra solo pode usar uma amplificação limpa para aumentar o volume de seu solo.
Efeitos de volume: Onerr GV-2, MXR Micro Amp.